# Френк Горшин
Френк Горшин (англ. Frank Gorshin; 5 квітня 1933, Піттсбург — 17 травня 2005, Бербанк, США) — американський актор, імпресіоніст і комік. Ймовірно, він був найбільш відомий як імпресіоніст, з численними гостями на Шоу Еда Саллівана і Стіва Аллена. 
Його найвідомішою акторською роллю була роль Загадника в телесеріалі «Бетмена», за яку він був номінований на премію Еммі і катапультував персонажа, щоб стати головним лиходієм для супергероя.

## Біографія
Френк Горшин народився 5 квітня 1933 року у Піттсбурзі, штат Пенсільванія, в сім'ї Френсіс і Френка Горшина-старшого. Він був словенського походження. Його батько, Френк старший, був словенцем другого покоління, батьки якого емігрували до Америки зі Словенії. Його мати, Френсіс або Фанні, уроджена Прешерн, приїхала до США в юності з Регча-Вас, недалеко від Ново Место, головного міста Нижня Крайна в Словенії. 
Обидва його батьки були активні в словенській громаді Піттсбурга. Вони співали в словенському Співочому товаристві «Прешерн», названому на честь великого словенського поета Франце Прешерена.
Після закінчення Середньої школи Пібоді Горшин навчався у Вищій драматичній школі Карнегі (нині Університет Карнегі-Меллона) в Піттсбурзі. Коли він не навчався, він працював у місцевих п'єсах і нічних клубах.
У 1953 році Горшин був призваний в Армію США і відправлений до Німеччини. Протягом півтора року він працював артистом в «Special Services». Перебуваючи в армії, Горшин познайомився з Морісом Бергманом, який пізніше познайомив його з голлівудським агентом Полом Конером. 
Службова книга Горшина була пізніше знищена під час пожежі в Національному центрі кадрового обліку США в 1973 році.

## Вибрана фільмографія
| Рік       |   | Українська назва                      | Оригінальна назва          | Роль           |
| --------- | - | ------------------------------------- | -------------------------- | -------------- |
| 1957      | ф | Вторгнення мешканців літаючих тарілок | Invasion of the Saucer Men | Джо Грюен      |
| 1966      | ф | Бетмен                                | Batman                     | Загадник       |
| 1966—1967 | с | Бетмен                                | Batman                     | Загадник       |
| 1986      | ф | Поліція вдач Голлівуду                | Hollywood Vice Squad       | Волш           |
| 1994      | ф | Аве Цезарь                            | Hail Caesar                | Піт Дьюітт     |
| 1995      | ф | 12 мавп                               | 12 Monkeys                 | доктор Флетчер |
| 2000      | ф | Бетховен 3                            | Beethoven's 3rd            | Моррі Ньютон   |